# دلندة لرقش
دلندة لرقش هي كاتبة وباحثة ومؤرخة تونسية متخصصة في العصر الحديث، وفي قضايا المرأة، ولدت في السادس عشر منأكتوبر عام 1953 بمدينة المنتسير التونسية، وهي متزوجة من المؤرخ التونسي عبد الحميد لرقش.

## أنشطتها
انضمت دلندة لرقش إلى الحزب الشيوعي التونسي، وقد منحها إضفاء الشرعية على هذا الحزب في عام 1981 الفرصة لإظهار موهبتها كخطيبة نسوية، كما أنها تشارك في الجمعية التونسية للنساء الديمقراطيات، وفي جمعية النساء التونسيات لأبحاث التنمية.
بالإضافة إلى هذه الأنشطة، التي نتج عنها مشاركة كاملة في المجتمع المدني، بدأت دلندة لرقش خلال عملها كمؤرخة وأستاذة للتاريخ الحديث، وبدعم من زملائها الأكاديميين الآخرين منذ بداية تسعينيات القرن العشرين دراساتها وأبحاثها في تاريخ المرأة، واستطاعت إدخال ذلك الفرع من الدراسات دون مقاومة إلى كلية الآداب والفنون والعلوم الإنسانية بمنوبة.

## المناصب
شغلت دلندة لرقش منصب المديرة العامة لمركز البحوث والدراسات والتوثيق والإعلام حول المرأة (كريديف) في الفترة من أكتوبر 2011 و20 نوفمبر 2013 إلى أن أقالتها الوزيرة سهام بادي وحلت محلها رشيدة تليلي السليوتي، ثم عادت لتشغل منصب المدير التنفيذي للمركز في الفترة ما بين أبريل 2016 وسبتمبر 2018
6.
دلندة لرقش عضو بالمجلس العلمي لجامعة تونس، وجامعة منوبة، وعضو بمختبر مناطق التراث والموارد التونسية، وعضو بالمركز الأمريكي للدراسات المغربية، إلى جانب عملها كأستاذة زائرة في العديد من الجامعات الأمريكية والأوروبية، ومنها: المدرسة التطبيقية للدراسات العليا، وجامعة تولوز جان جوريس، وجامعة أريزونا وجامعة بيركلي، وهي مسؤولة أيضًا عن فريق أبحاث النوع والمرأة والمجتمع والثقافة.

## مؤلفاتها
كتبت دلندة لرقش العديد من المؤلفات، ومنها:
- هامشي في بلاد الإسلام: صدر في تونس عام 1993، وكتبته بالتعاون مع عبد الحميد لرقش.
- ذاكرة المرأة (المرأة التونسية في الحياة العامة ما بين عامي 1920-1960): وهو عمل جماعي صدر في تونس عام 1994.
- تاريخ المرأة المغربية (الثقافة المادية والحياة اليومية): صدر عن مركز النشر الجامعي بتونس عام 2000.
- أرض بلا حدود (التهريب وشبكاته في منطقة تونس في القرن التاسع عشر): صدر عن مركز النشر الجامعي بتونس عام 2001.
- النساء في المدن في عالم البحر الأبيض المتوسط (الماضي والحاضر): صدر عن مركز الدراسات والبحوث الاقتصادية والاجتماعية في تونس عام 2005.
- تاريخ المغرب العربي الحديث من خلال المصادر: كتبته بالتعاون مع عبد الحميد لرقش وجمال بن طاهر، وصدر عن مركز النشر الجامعي بتونس عام 2006.
- الزواج الأحادي في الإسلام (استثناء القيروان): صدر عن المركز الجامعي للنشر بتونس عام 2011.

## الجوائز
حظيت دلندة لرقش بتكريم العديد من الجهات، وحصلت على عدد من الجوائز الأدبية والعلمية، ومن أهمها:
- جائزة كريدف لأفضل بحث علمي بالفرنسية عام 2001.[8]
- جائزة اتحاد كتاب المغرب العربي عام 2007.[8]
- جائزة كريدف لأفضل بحث علمي يتناول موضوع المرأة والنوع الاجتماعي عام 2011.[8]
- وسام الجمهورية التونسية عام 2015.[9][10]